# Cosme de Abreu Maciel
Cosme de Abreu Maciel é tido como o fundador de Florânia, cidade da região do Seridó, no estado brasileiro do Rio Grande do Norte.
Esta localidade deve o início do seu povoamento à chegada do português Cosme de Abreu Marciel, que na segunda metade do século XVIII, por volta de 1754 a 1756, recebeu do capitão-mor Pedro de Albuquerque a sesmaria das terras de Rossaurubú, Periquito, Richo da Luísa, Patacorô e Maçaritã.
A ocupação do território e o povoamento tiveram a bênção da igreja católica, com a inauguração da capela de São Sebastião, que foi inaugurada no Natal do ano de 1886. Esta capela foi inaugurada pelo padre jesuítas de Ibiapina, um conhecido peregrino do sertão brasileiro.
Cosme de Abreu Marciel veio a casar com uma senhora paraibana de nome D. Angélica Mamede Maciel, que já vivia na região em 1726.
Deste casamento nasceram apenas três filhos: Atanázio Fernandes de Morais, Manoel Antônio Fernandes e Claudiana Fernandes de Morais. O nascedouro da municipalidade era parte integrante de data, em 1764, conseguida em meados do século XVIII, por Cosme de Abreu Maciel. Um dos seus descendentes, Atanázio Fernandes de Morais, casado com Izabel Maria de Souza, na qualidade de sucessor do donatário, situou-se em 1815 com fazendas de criação e casa de morada no lugar "Passaribú", depois, "Rossaurubú", ali vivendo muitos anos e, deixando grande prole de 22 filhos, 18 dos quais se casaram também e procriaram 482 netos.
Outros povos vieram também para Florânia, trazendo o seu contributo para o crescer deste município: italianos, judeus eafricanos.